# Prionosoma sevini
Prionosoma sevini är en mångfotingart som beskrevs av Karl Wilhelm Verhoeff 1931. Prionosoma sevini ingår i släktet Prionosoma och familjen knöldubbelfotingar. Utöver nominatformen finns också underarten P. s. calcivagus.